# (34032) 2000 OC27
2000 OC27 (asteroide 34032) é um asteroide da cintura principal. Possui uma excentricidade de 0.16326210 e uma inclinação de 11.07544º.
Este asteroide foi descoberto no dia 23 de julho de 2000 por LINEAR em Socorro.